# Бойко Марія Володимирівна
Марі́я Володи́мирівна Бо́йко (нар. 26 грудня 1976, Полтава) — поетеса, журналіст, громадський діяч родом з Полтави.  Заслужений діяч мистецтв України, Кавалер Ордену княгині Ольги ІІІ ступеню.

## Біографія
Народилась 26 грудня 1976 року в місті Полтаві. Батько Володимир Васильович був військовослужбовцем, мати Алла Семенівна — інженер, займалася громадською роботою. Навчалася у Полтавській школі № 6. Відвідувала різні гуртки, зокрема дитячу студію «Альфа».
1993 вступила до Полтавського сільськогосподарського інституту, згодом перевелася в Харківський фінансово-економічний інститут на спеціальність економіста, який закінчила в 1996 році. 
1993-1995 рр. - працювала заступником головного бухгалтера.
1995-1997 рр. - головний  спеціалістом  обласної Ради Українського фонду «Реабілітація інвалідів».
1997 р. – журналістка телерадіокомпанії «ЮТА».
1998 р. -  вступила до Полтавського державного педагогічного університету імені В. Г. Короленка на спеціальність історія та педагогіка, який закінчила в 2002 році.
Після вузу працювала на посаді методиста Полтавського міського Будинку культури, лише за період 2002—2003  нею було створено авторські розробки тематичних міських свят: літературні розробки до Дня захисту дітей, Дня меду, новорічних та Різдвяних заходів, сценарії до Дня конституції, Днів Незалежності, розважальні програми на «Сорочинському ярмарку», традиційних великих святкових концертів до Дня міста.
2001 р. – редактор  телебачення на телекомпанії «Студія „Місто“» [Архівовано 12 червня 2018 у Wayback Machine.] редактором наукових та суспільно-політичних програм. Створює культурологічний цикл «Видатні Полтавці» та ліричну рубрику «Мереживо поезій»..

## Творчий шлях
Вийшли друком поетичні збірки:
- «Мелодії сопілки» (1995)[4],
- «Струни душі» (1999)[5],
- «Промінь сонця» (2002)[6],
- Долі (2004),[7]
- «Мінливі настрої весни» (2005)[8],
- «Квітка папороті» (2005),[9]
- «Сонячне коло» (2006),[10]
- «Моя Україна — це любов моя!» (2008)[11],
- «Запрошення до щастя» (2010),[12]
- «Ріка життя» (2012),
- «Нічого неможливого немає» (2014),
- «Які круті до щастя сходи…» (2016).

Творчість Марії Бойко рекомендована для вивчення в школі за темою «Література рідного краю».
Побачили світ аудіо- та CD-видання пісень на слова Марії Бойко у виконанні народних артистів Раїси Кириченко, Богдана Сташківа, Миколи Свидюка, Степана Гіги, Ольги Добрянської, дуету «Горлиця», заслужених артистів  Валерія Соколика, Олега Марцинківського, дуету «Доля», гурту «Краяни», Геннадія Рагуліна і багатьох молодих митців в Україні і за кордоном.
Крім лірики і пісенних текстів, створює сценарії й літературне оформлення великих театралізованих вистав і тематичних свят. Постійно працює членом журі на звітах, конкурсах, фестивалях. Дієво допомагає творчому становленню юних вокалістів і поетів.
У травні 2010 року Марія Бойко отримала звання лауреата премії імені Панаса Мирного у номінації «Література й літературознавство» за книгу «Моя Україна — це любов моя».
У грудні 2010 року Президент України підписав указ про присвоєння Марії Бойко звання «Заслужений діяч мистецтв України»
Займається благодійною громадською діяльністю, опікується мистецькими заходами, спрямованими на психологічну і творчу реабілітацію інвалідів, програмами з професійного навчання інвалідів у ВУЗах України, направлених на розвиток особистості людей з обмеженими можливостями, інтеграцію їх у суспільство. 
За доробок у справах реабілітації інвалідів відзначена Президентом України, Міністерством праці та соціального захисту населення, Федерацією профспілок України. 
Членкиня правління Полтавського обласного відділення Українського фонду культури. 
Постійно долучається до роботи журі на Міжнародному фестивалі «Усі ми діти твої, Україно!» (м. Одеса); Міжнародному фестивалі сучасної естрадної пісні «Захід ХХІ століття» (м.Івано-Франківськ); Всеукраїнському вокальному фестивалі-конкурсі «Пісенні крила Чураївни» та конкурсах «Художнє читання» та «Шевченкове слово» (м. Полтава). Є головою журі фестивалю «З вірою, надією і любов’ю в ІІІ тисячоліття» (м. Полтава).
2002 р. -  співпрацює з Міжнародною освітньо-культурною Асоціацією в організації та проведенні багатьох мистецьких проєктів.  
Засновник Полтавського регіонального представництва Міжнародної культурно-освітньої Асоціації, є співорганізатором і координатором в Полтавському регіоні Міжнародної мистецької акції «Лицар бельканто» за участю заслуженого артиста України Олега Марцинківського та багатьох інших заходів Міжнародної освітньо-культурної Асоціації.
Ім’я Марії Бойко занесено до «Енциклопедії сучасної України», започаткованої Національним комітетом державної премії ім. Т. Г. Шевченка, а також до Музичного реєстру.
Ії поетична творчість вже
більше 15 років рекомендована до вивчення на уроках за темою "Література
рідного краю". 

## Нагороди
- Переможець професійного конкурсі "Ми - українці";

- Лауреат Всеукраїнського фестивалю сучасної пісні «Пісенний Вернісаж» (1995—2000);

- Лауреат I премії конкурсу Національної радіокомпанії України «Пісня року» (1996—1998);

- Переможець Всеукраїнського конкурсу на приз журналу «Жінка»;

- Лауреат Фонду захисту i підтримки талановитих дітей.

- Лауреат премії імені Панаса Мирного у номінації «Література й літературознавство» (2010).

- Заслуженого діяча мистецтв України (2010).

- Кавалер Ордену княгині Ольги ІІІ ступеню (2019).

- Лауреат премії імені Сидора Ковпака[18] (2016).

- Нагороджена медаллю "За працю і звитягу" (2002)

## Твори
- Запрошення до щастя : поезія / М. В. Бойко. – Полтава : АСМІ, 2010. – 224 с.
- . Квітка папороті : поезії / М. В. Бойко. – Полтава : Форміка, 2005. – 152 с.
- Мелодії сопілки / М. В. Бойко. – Полтава : Полтавський літератор, 1994. – 45 с.
- Мінливі настрої весни : поезії / М. В. Бойко. – Полтава : Полтава, 2005. – 156 с.
- . Моя Україна – це любов моя ! : вірші / М. В. Бойко. – Полтава : АСМІ, 2008. – 486 с.
- Нічого неможливого немає : поезії / М. В. Бойко. – Полтава : АСМІ, 2014. – 216 с.
- Промінь сонця : поезія / М. В. Бойко. – Полтава : Полтава, 2002. – 156 с.
- Ріка життя : поезії / М. В. Бойко. – Полтава : АСМІ, 2012. – 180 с. : тв.
- Сонячне коло : поезії / М. В. Бойко. – Полтава : Форміка, 2006. – 120 с.
- Струни душі : поезії / М. В. Бойко. – Полтава : Міський національний ліцей №1, 1999. – 67 с.
- Які круті до щастя сходи ... : поезії / М. В. Бойко. – Полтава : АСМІ, 2016. – 409 с.